# Brazare
Brazarea este operația tehnologică de lipire a unor piese folosind un material de adaos metalic, fuzibil la temperaturi peste 400 °C. Spre deosebire de sudare, suprafețele joncțiunii nu sunt aduse la plasticizare sau topire, doar aliajul de lipit fiind adus la starea fluidă.
Ca materiale de adaos la brazare se folosește alama, dar se pot folosi și alte elemente, cum ar fi cuprul sau argintul. Lipiturile tari se folosesc la îmbinarea țevilor de apă, combustibil, aer comprimat sau în diverse alte locuri care necesită o rezistență mecanică mai ridicată.
În ceea ce privește tehnicile de brazare se disting:
- brazarea moale -când temperatura de topire a materialului de adaos este sub 4500C; termenul tehnic englez corespunzător este soldering;
- brazarea tare -când temperatura materialului de adaos  este mai mare de 4500C; în engleză brazing. De exemplu, brazurile (lipituri) eutectice argint-cupru, titan-nichel sau titan-cupru nichel pot avea temperaturi de topire cuprinse între 6000C  și 9000C.

## Tehnologia brazării
Operația de brazare se poate realiza:
- cu ajutorul unui material de adaos, având o temperatură de topire inferioară celei a metalelor de îmbinat. Suprafețele de îmbinat sunt înmuiate, astfel încât să se asigure pătrunderea prin capilaritate a materialului de adaos lichid, având loc un fenomen de difuzie atomică;
- prin contactul a două suprafețe corect ajustate, urmat de o încălzire de montaj, necesară pentru migrarea atomilor de o parte și de alta a suprafeței de contact. Această operație este denumită brazare-difuzie.

Există multe metode de încălzire pentru brazare. Cel mai important factor în alegerea unei metode de încălzire este realizarea transferului de căldură eficient prin îmbinare. Ca surse de încălzire se utilizează:
- flacăra oxigaz;
- ciocane de lipit electric sau încălzite în flacără de gaz;
- lămpi de benzină;
- surse electrice cu arc;
- băi de săruri topite;
- curenți de înaltă frecvență;
- cuptoare cu sau fără atmosferă controlată;
- brazare prin inducție;
- brazare prin rezistență electrică;
- brazare cu fascicul de electroni sau cu laser.